# Jean Baratte
Jean Baratte (7 de juny de 1923 - 1 de juliol de 1986) fou un futbolista francès de la dècada de 1940 i entrenador.
Fou 32 cops internacional amb la selecció francesa en els quals marcà 19 gols.
Pel que fa a clubs, defensà els colors de Lille OSC com a principal club.

## Palmarès
Lille OSC
- Division 1: 1946, 1954
- Coupe de France: 1946, 1947, 1948, 1953